# Llista de peixos d'Iowa

Localització d'Iowa als Estats Units

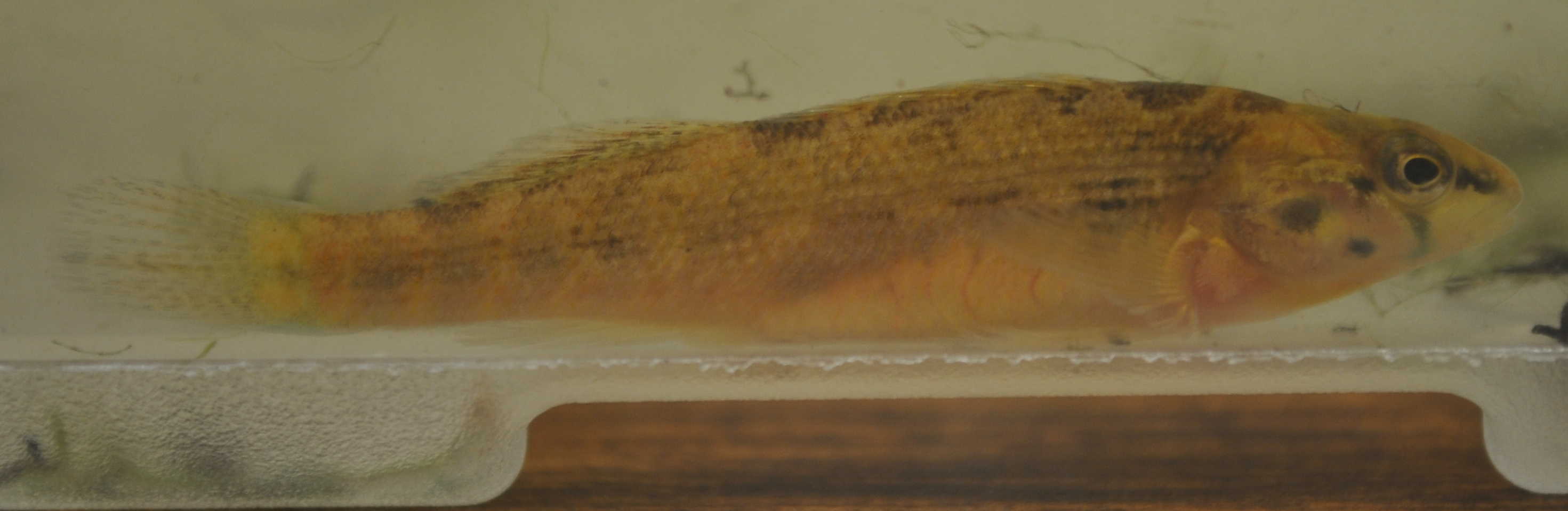
Etheostoma spectabile

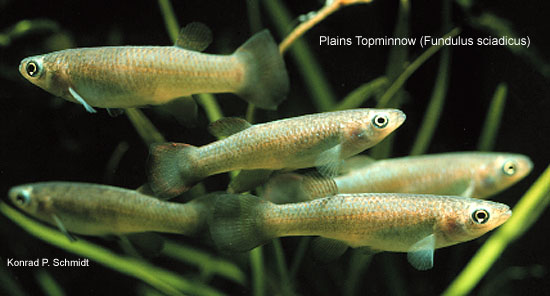
Fundulus sciadicus

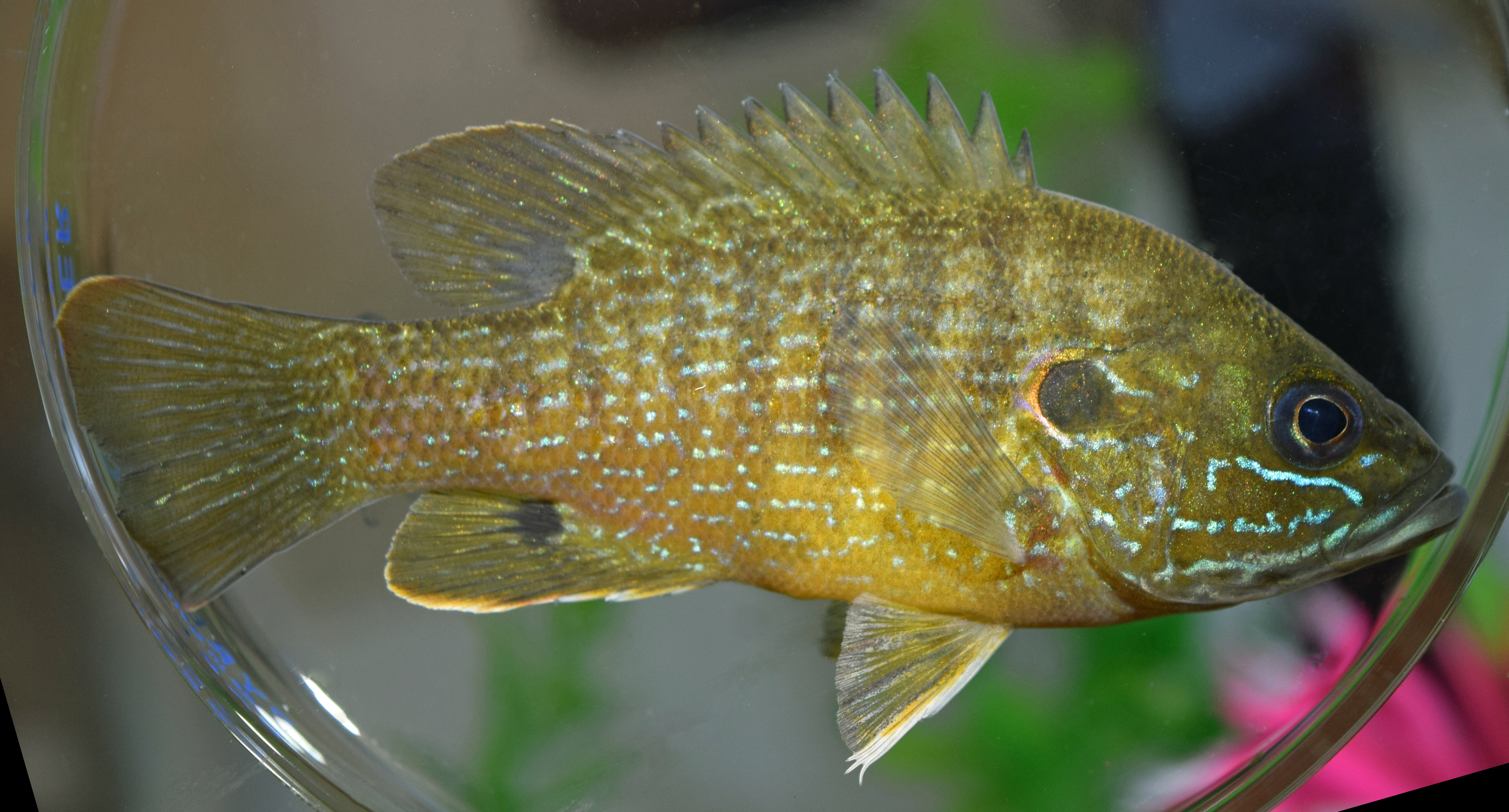
Lepomis cyanellus

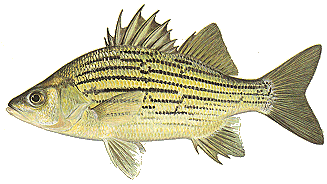
Morone mississippiensis

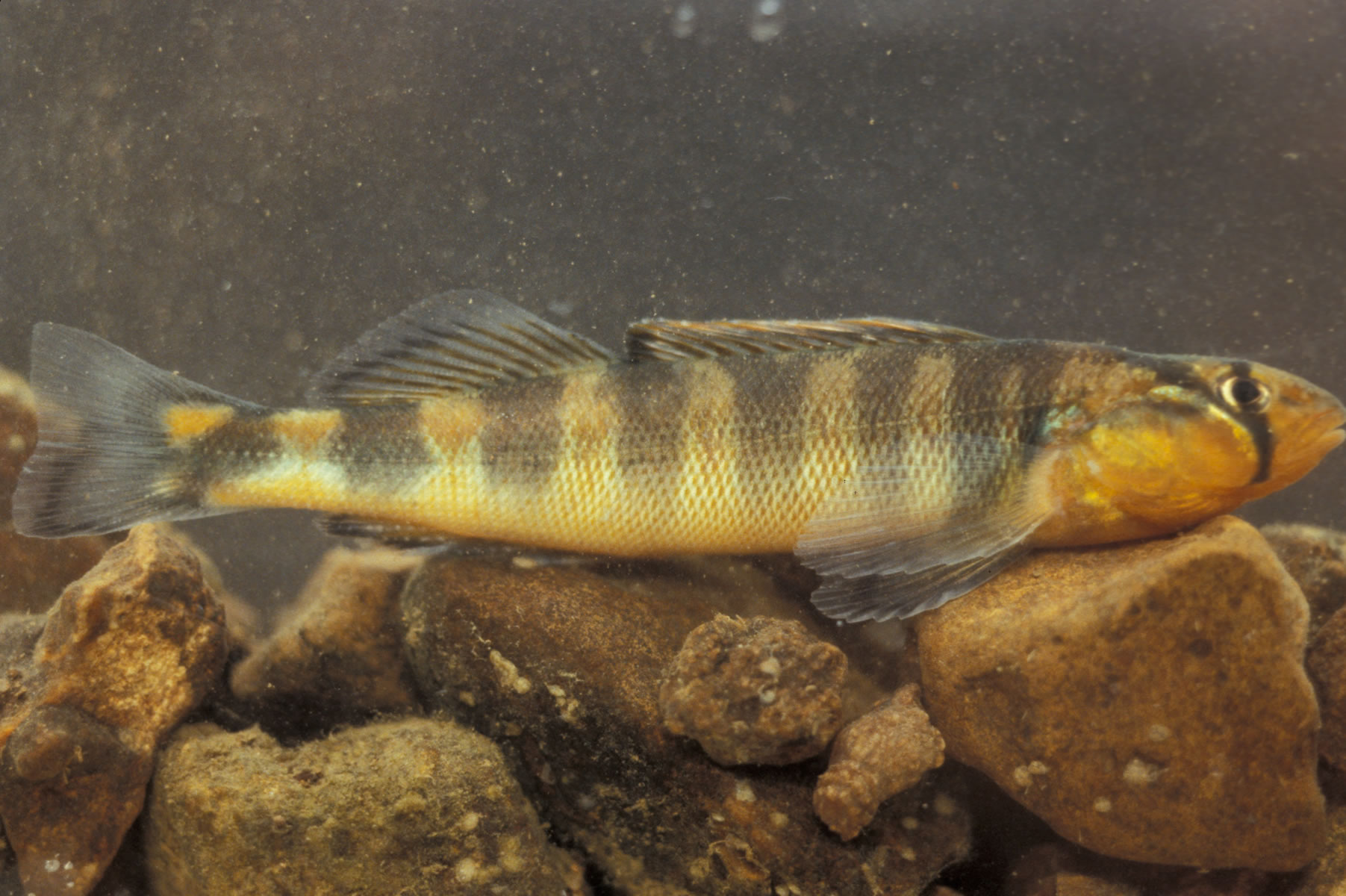
Percina evides

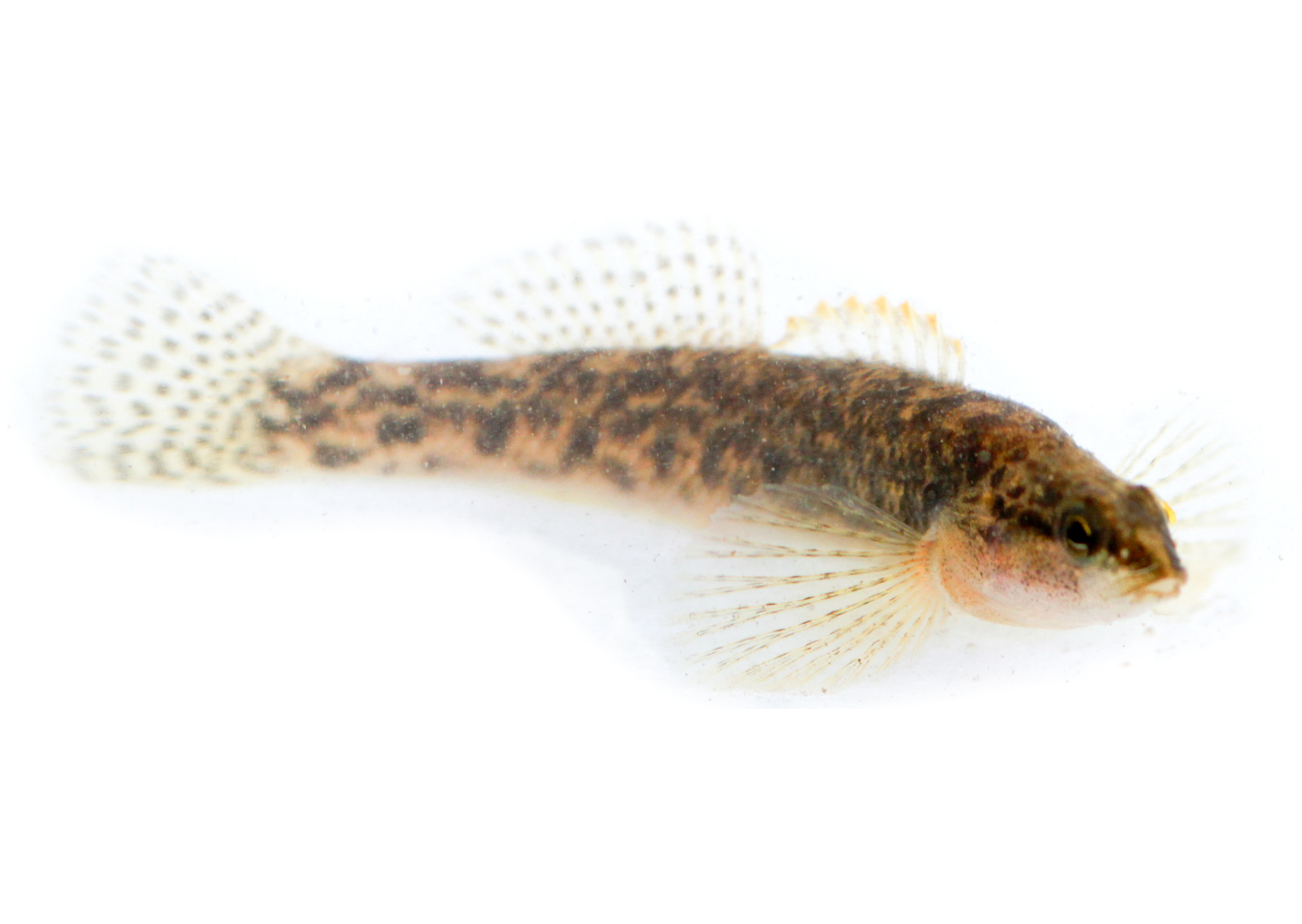
Etheostoma flabellare

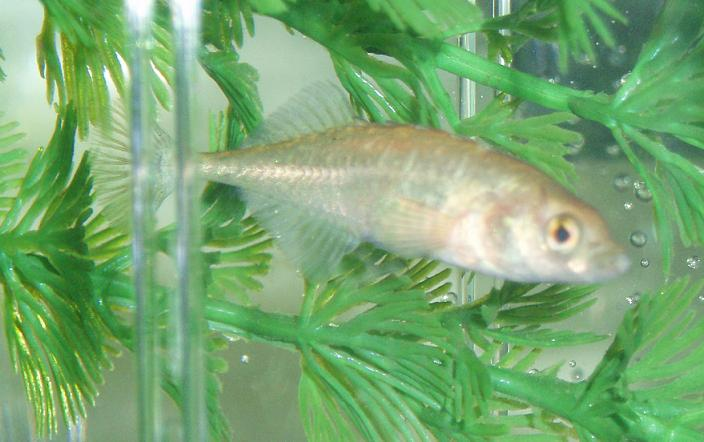
Culaea inconstans

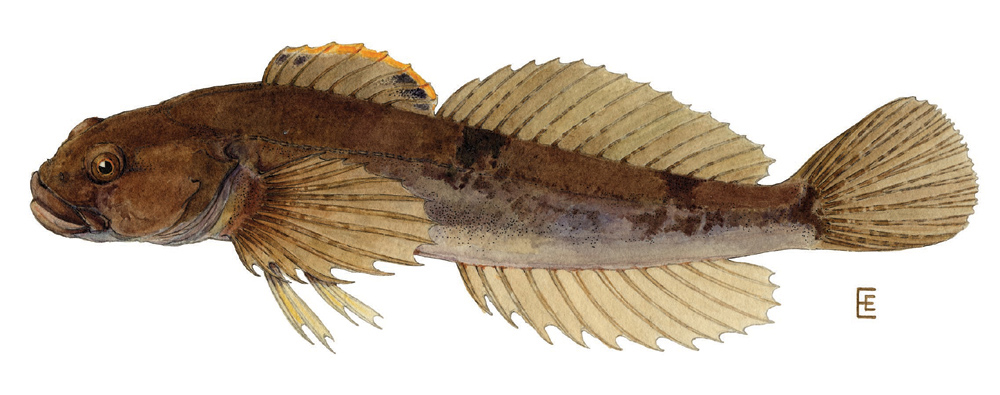
Cottus cognatus

Aquesta llista de peixos d'Iowa inclou 35 espècies de peixos que es poden trobar actualment a Iowa (Estats Units) ordenades per l'ordre alfabètic de llurs noms científics.

## A
- Alosa alabamae
- Ammocrypta clara

## C
- Campostoma oligolepis
- Clinostomus elongatus
- Cottus cognatus
- Culaea inconstans

## E
- Esox lucius[1]
- Etheostoma flabellare[2]
- Etheostoma microperca
- Etheostoma spectabile
- Etheostoma zonale

## F
- Fundulus notatus
- Fundulus sciadicus

## H
- Hypophthalmichthys molitrix

## I
- Ictalurus punctatus[3]

## L
- Lepomis cyanellus[4]
- Lepomis gibbosus[5]
- Lepomis gulosus
- Lepomis macrochirus[5][6][7]
- Lepomis peltastes

## M
- Margariscus margarita
- Micropterus dolomieui[8][9]
- Micropterus salmoides[10][11]
- Morone mississippiensis
- Moxostoma carinatum

## N
- Notropis heterodon
- Notropis nubilus
- Noturus nocturnus[12]

## P
- Percina evides
- Pomoxis annularis[13]
- Pomoxis nigromaculatus[13][14]
- Pylodictis olivaris[15]

## R
- Rhinichthys cataractae

## S
- Salvelinus fontinalis

## U
- Umbra limi[16]